# Discografia di KT Tunstall
Questa pagina contiene la discografia di KT Tunstall, che al 2011 è composta da quattordici album, quattro di inediti, cinque live e cinque EP e numerosi singoli. Le pubblicazioni della cantautrice sono state pubblicate dall'etichetta discografica Relentless Records fino al 2007 e dalla Virgin Records dal 2007 ad oggi.
Nel 2001 esce il primo EP Tracks In July. Il primo album di inediti Eye to the Telescope esce nel 2004, l'album ebbe un buon successo, raggiungendo la terza posizione che fu certificato disco d'oro in Francia, disco di platino in Canada e Stati Uniti e cinque volte disco di platino in Gran Bretagna e Irlanda. Il primo singolo estratto Black Horse and the Cherry Tree che divenne il tormentone dell'estate, e ricevette nel 2007 una nomination ai Grammy Award come Miglior Performance Pop Femminile.
Nel 2006 pubblica il suo secondo album di inediti Acoutic Extravaganza all'inizio disponibile solo tramite ordine mail dal suo sito web ed in seguito disponibile nei negozi.
Il suo terzo album, Drastic Fantastic, fu pubblicato a settembre 2007 e raggiunse il primo posto in classifica, battendo Kanye West e 50 Cent. L'album venne certificato disco d'oro nel Regno Unito.
Ad ottobre 2007 la catena di negozi Target, in collaborazione con NBC ha pubblicato uno speciale EP di Natale su CD. "Sounds of the Season: The KT Tunstall Holiday Collection".
Nel 2010 esce il quarto album di inediti, Tiger Suit, che ha raggiunto la seconda posizione in classifica ed è stato certificato disco d'argento nel Regno Unito.
Il 10 giugno 2013 uscirà il suo quinto album di inediti, Invisible Empire // Crescent Moon.

## Album

### Album in studio
| 2004                                                          | Eye to the Telescope - Pubblicazione: 13 dicembre 2004 - Formati: CD, download digitale - Etichetta: Relentless Records                | 33 | 10 | 3  | 4  | 37 | — | 29 | 7   | 43 | 3  | 43 | - Regno Unito: 5x Platino - Irlanda: 5x Platino - Canada: 1x Platino - Stati Uniti: 1x Platino - Francia: 1x Oro | - Mondo: 8.050.000 - Regno Unito: 1.500.000 - Stati Uniti: 1.000.000 - Irlanda: 375.000 - Canada: 100.000 - Francia: 75.000 |
| 2006                                                          | Acoustic Extravaganza - Pubblicazione: 15 maggio 2006 - Formati: CD/DVD, download digitale - Etichetta: Relentless Records             | —  | —  | 32 | —  | —  | — | —  | 188 | —  | —  | —  | | - Regno Unito: 15.000 - Francia: 7.500                                                                                      |
| 2007                                                          | Drastic Fantastic - Pubblicazione: 10 settembre 2007 - Formati: CD, download digitale, CD/DVD, LP - Etichetta: Relentless Records      | 1  | 10 | 3  | 10 | 35 | 1 | —  | 30  | 35 | 22 | 48 | - Regno Unito: 1x Oro - Stati Uniti: 1x Oro                                                                      | - Mondo: 1.500.000 - Regno Unito: 100.000 - Stati Uniti: 500.000                                                            |
| 2010                                                          | Tiger Suit - Pubblicazione: 22 settembre 2010 - Formati: CD, download digitale, CD/DVD - Etichetta: Relentless Records                 | 13 | —  | 5  | 33 | —  | 2 | 34 | 118 | —  | —  | —  | - Regno Unito: 1x Oro                                                                                            | - Mondo: 800.000 - Regno Unito: 100.000 - Stati Uniti: 200.000                                                              |
| 2013                                                          | Invisible Empire // Crescent Moon - Pubblicazione: 10 giugno 2013 - Formati: CD, download digitale, LP - Etichetta: Relentless Records | 16 | —  | 14 | 30 | —  | 7 | 56 | 240 | —  | 84 | —  | - Regno Unito: 1x Oro                                                                                            | - Mondo: 600.000^ - Europa: 200.000 - Regno Unito: 100.000 - Stati Uniti: 100.000                                           |
| "—": non entrato in classifica o non pubblicato in quel paese | |    |    |    |    |    |   |    |     |    |    |    | | |

### Album dal vivo
| Anno | Dettagli |
| ---- | --- |
| 2006 | Live Sessions - Pubblicato: 6 marzo 2006 - Etichetta: Relentless Records - Formato: download digitale                                  |
| 2008 | Live from SoHo - Pubblicato: 27 maggio 2008 - Etichetta: Relentless Records - Formato: download digitale                               |
| 2010 | Energy Live Session: Live from Switzerland - Pubblicato: 12 novembre 2010 - Etichetta: Relentless Records - Formato: download digitale |
| 2011 | Live At The Wiltern - Pubblicato: 25 gennaio 2011 - Etichetta: Relentless Records - Formato: download digitale                         |
| 2011 | Live in London March 2011 - Pubblicato: 8 marzo 2011 - Etichetta: Virgin Records - Formato: download digitale, CD                      |
| 2013 | Live Islington Assembly Hall - Pubblicato: 21 giugno 2013 - Etichetta: Virgin Records - Formato: download digitale, CD                 |

## Extended play
| Anno | Dettagli |
| ---- | --- |
| 2001 | Traks In July - Pubblicato: 2001 - Etichetta: Relentless Records - Formato: download digitale                                                       |
| 2004 | False Alarm - Pubblicato: 11 ottobre 2004 - Etichetta: Relentless Records - Formato: download digitale, LP, CD                                      |
| 2006 | Live Sessions - Pubblicato: 6 marzo 2006 - Etichetta: Relentless Records - Formato: download digitale                                               |
| 2007 | Sounds of the Season: The KT Tunstall Holiday Collection - Pubblicato: 14 ottobre 2007 - Etichetta: Relentless Records - Formato: download digitale |
| 2011 | The Scarlet Tulip EP - Pubblicato: 11 aprile 2011 - Etichetta: Sony - Formato: download digitale, CD, 10" Vinile                                    |

## Singoli
| US                                                            | UK                              | CAN | AU  | NZ | GER | IRE | ITA | AUT | FRA | SPA | TR | UKR | SWI | BE |    |    |                                                    |
| 2004                                                          | Throw Me a Rope                 | —   | —   | —  | —   | —   | —   | —   | —   | —   | —  | —   | —   | —  | —  | —  | False Alarm                                        |
| 2005                                                          | Black Horse and the Cherry Tree | 1   | 28  | —  | —   | 20  | 51  | 10  | 10  | 31  | 23 | 21  | —   | 7  | 92 | 8  | Eye to the Telescope                               |
| 2005                                                          | Other Side of the World         | 18  | 13  | —  | —   | —   | 21  | 25  | 10  | —   | —  | —   | —   | —  | —  | 21 | Eye to the Telescope                               |
| 2005                                                          | Suddenly I See                  | 5   | 12  | 33 | 6   | 5   | —   | 25  | 36  | —   | —  | 16  | —   | 17 | 46 | 20 | Eye to the Telescope                               |
| 2005                                                          | Under the Weather               | —   | 39  | —  | —   | —   | —   | —   | —   | —   | —  | —   | —   | 10 | —  | —  | Eye to the Telescope                               |
| 2006                                                          | Another Place to Fall           | —   | 52  | —  | —   | —   | —   | —   | —   | —   | —  | —   | —   | 6  | —  | —  | Eye to the Telescope                               |
| 2007                                                          | Hold On                         | 4   | 21  | —  | —   | —   | 100 | 39  | 19  | —   | —  | 23  | —   | 11 | 26 | 12 | Drastic Fantastic                                  |
| 2007                                                          | Saving My Face                  | 24  | 50  | —  | —   | —   | —   | —   | 23  | —   | —  | —   | 1   | 9  | 93 | —  | Drastic Fantastic                                  |
| 2008                                                          | If Only                         | —   | 45  | —  | —   | —   | —   | —   | —   | —   | —  | —   | —   | 12 | —  | —  | Drastic Fantastic                                  |
| 2008                                                          | Little Favours                  | —   | —   | —  | —   | —   | —   | —   | —   | —   | —  | —   | —   | —  | —  | —  | Drastic Fantastic                                  |
| 2010                                                          | Fade Like a Shadow (USA)        | 40  | —   | —  | —   | —   | —   | —   | —   | —   | —  | —   | —   | 11 | —  | —  | Tiger Suit                                         |
| 2010                                                          | (Still a) Weirdo (UK)           | —   | 39  | —  | —   | —   | —   | —   | —   | —   | 51 | —   | —   | —  | —  | 11 | Tiger Suit                                         |
| 2010                                                          | Push That Knot Away             | —   | —   | —  | —   | —   | —   | —   | —   | —   | —  | —   | —   | —  | —  | —  | Tiger Suit                                         |
| 2013                                                          | Feel It All - Band Jam          | —   | —   | —  | —   | —   | —   | —   | —   | —   | —  | —   | —   | 13 | —  | —  | Invisible Empire // Crescent Moon                  |
| 2013                                                          | Feel It All                     | —   | —   | —  | —   | —   | —   | —   | —   | —   | —  | —   | —   | —  | —  |    | Invisible Empire // Crescent Moon                  |
| 2013                                                          | Invisible Empire                | —   | —   | —  | —   | —   | —   | —   | —   | —   | —  | —   | —   | —  | —  | —  | Invisible Empire // Crescent Moon                  |
| 2013                                                          | Made of Glass                   | —   | —   | —  | —   | —   | —   | —   | —   | —   | —  | —   | —   | —  | —  | —  | Invisible Empire // Crescent Moon                  |
| 2013                                                          | Come On, Get In                 | —   | 110 | —  | —   | —   | —   | —   | —   | —   | —  | —   | —   | —  | —  | —  | Tiger Suit                                         |
| 2014                                                          | Miracle                         | —   | —   | —  | —   | —   | —   | —   | —   | —   | —  | —   | —   | —  | —  | —  | Winter's Tale - Original Motion Picture Soundtrack |
| "—": non entrato in classifica o non pubblicato in quel paese |                                 |     |     |    |     |     |     |     |     |     |    |     |     |    |    |    |                                                    |

## Video musicali
| Anno | Titolo                          | Regista                      | Etichetta                         |
| ---- | ------------------------------- | ---------------------------- | --------------------------------- |
| 2005 | Black Horse and the Cherry Tree | Sophie Muller                | Relentless Records                |
| 2005 | Other Side of the World         |                              | Relentless Records                |
| 2005 | Suddenly I See (Version 1)      | Big TV!                      | Relentless Records                |
| 2005 | Under the Weather               | Jamie Thraves                | Relentless Records                |
| 2005 | Another Place to Fall           | Tim Pope                     | Relentless Records                |
| 2006 | Suddenly I See (Version 2)      | Patrick Daughters            | Relentless Records                |
| 2006 | Suddenly I See (Version 3)      | Laura Kelly Nicholas Brooks  | Relentless Records                |
| 2007 | Hold On                         | Perou                        | Virgin Records                    |
| 2007 | Saving My Face                  | Chris Bran                   | Virgin Records Relentless Records |
| 2008 | If Only                         | James Caddick                | Virgin Records Relentless Records |
| 2008 | Little Favours                  | Chris Bran                   | Virgin Records Relentless Records |
| 2010 | (Still a) Weirdo                | Paul Minor                   | Virgin Records                    |
| 2010 | Fade Like a Shadow              | Paul Minor                   | Virgin Records                    |
| 2010 | Push That Knot Away             |                              | Virgin Records                    |
| 2011 | Glamour Puss                    | In collaborazione con i fan. | Virgin Records                    |
| 2013 | Feel It All                     |                              | Virgin Records                    |

## Collaborazioni

### Incisioni e arrangiamenti
| 2003                                                          | Refugee              | Oi Va Voi      | — | — | — | Laughter Through Tears                                    |
| 2003                                                          | Yesterday's Mistakes | Oi Va Voi      | — | — | — | Laughter Through Tears                                    |
| 2003                                                          | Ladino Song          | Oi Va Voi      | — | — | — | Laughter Through Tears                                    |
| 2004                                                          | Birthday             | YUKI           | — | — | — | Wave                                                      |
| 2006                                                          | Lazarus              | Sophie Solomon | — | — | — | Poison Sweet Madeira                                      |
| 2007                                                          | Under the Moonlight  | Travis         | — | — | — | The Boy With No Name                                      |
| 2008                                                          | Happy Man            | Seasick Steve  | — | — | — | I Started Out With Nothin and i Still Got Most of it Left |
| 2008                                                          | The Letter           | Seasick Steve  | — | — | — | I Started Out With Nothin and i Still Got Most of it Left |
| "—": non entrato in classifica o non pubblicato in quel paese |                      |                |   |   |   |                                                           |

### Duetti
| 2007                                                          | Christmas (Baby Please Come Home) (con Ed Harcourt) | — | — | — | Sounds of the Season: The KT Tunstall Holiday Collection |
| 2007                                                          | Fairytale of New York (con James Dean Bradfield)    | — | — | — | Sounds of the Season: The KT Tunstall Holiday Collection |
| 2011                                                          | I Don't Want To Be A Bride (con Vanessa Carlton)    | — | — | — | Rabbits on the Run                                       |
| "—": non entrato in classifica o non pubblicato in quel paese |                                                     |   |   |   |                                                          |

### Collaborazioni benefiche
| 2007                                                          | Sing              | Annie Lennox, Madonna, Pink (cantante), Céline Dion, Dido       | 161 | — | 18 | Songs of Mass Destruction  |
| 2008                                                          | The Hidden Heart  | Jason Mraz, Mike Oldfield, Skin, will.i.am                      | —   | — | —  | Songs for Survival         |
| 2008                                                          | Because the Night | OneRepublic, Amy Winehouse, Rolling Stones, Fall Out Boy, Keane | —   | — | 30 | Rhythms del Mundo Classics |
| 2011                                                          | Somebody to Love  | OneRepublic, Amy Winehouse, Rolling Stones, Fall Out Boy, Keane | —   | — | —  | Rhythms del Mundo Classics |
| "—": non entrato in classifica o non pubblicato in quel paese |                   |                                                                 |     |   |    |                            |